# Nini Stoltenberg
Nini Stoltenberg, née le 11 février 1963 à Belgrade et morte le 27 juillet 2014, était une animatrice de télévision et activiste norvégienne.
Elle était juriste de formation et a notamment travaillé à la télévision comme directrice de la production pour le journal du soir Dagsrevyen sur NRK1, en tant que reporter pour På tide med Ole Paus sur TV3 de 1992 à 1994, et en tant que présentatrice pour Kvinnene på taket sur TV3 en 1994.
Nini Stoltenberg devient dépendante à l'héroïne en 1991, à l'âge de 27 ans. Elle est globalement sevrée après un internement associé à une cure en 1997. En collaboration avec son partenaire Karljohn Sivertzen (1951-2013), Nini Stoltenberg a donné un visage aux victimes de la drogue,.
Elle décède le 27 juillet 2014 d'un arrêt cardiaque après une longue maladie.
Nini Stoltenberg était la petite sœur de Camilla et Jens Stoltenberg. Elle était aussi la fille de Thorvald et Karin Stoltenberg.
En 2018, son ami d'enfance Lars Lillo-Stenberg a publié une biographie de Nini Stoltenberg, à l'instigation de son père, Thorvald Stoltenberg.

## Ouvrages
- (no) Lars Lillo-Stenberg, Nini, Gyldendal, 2018  (ISBN 9788205505445).